# Union démocratique sénégalaise
Pour les articles homonymes, voir UDS et Union démocratique.
L'Union démocratique sénégalaise (UDS) est un ancien parti politique sénégalais.

## Histoire
L'UDS est l'un des partis fédérés au sein du Rassemblement démocratique africain (RDA) fondé à l’issue du Congrès de Bamako (18-21 octobre 1946) par Félix Houphouët-Boigny.
Elle en est exclue en 1955.
En 1956, l'UDS fusionne avec le Bloc démocratique sénégalais (BDS) et une aile du Parti socialiste sénégalais (PS) pour former le Bloc populaire sénégalais (BPS), un mouvement qui en 1959 s'unit à son tour avec le PS pour former l’Union progressiste sénégalaise (UPS).
Issu d'une scission avec l'UDS, l'Union démocratique sénégalaise/Rénovation (UDS/R) obtient une reconnaissance légale en 1985.

## Orientation
C'était un parti d'obédience communiste.